# Kejsar Napoleon i sitt arbetsrum i Tuilerierna
Kejsar Napoleon i sitt arbetsrum i Tuilerierna (franska: Napoléon dans son cabinet de travail) är en oljemålning av den franske nyklassicistiske konstnären Jacques-Louis David. Den är målad 1812 och ingår sedan 1961 i National Gallery of Arts samlingar i Washington. 
Som titeln anger porträtterar målningen Napoleon I i hans arbetsrum i slottet Tuilerierna i Paris. David vill framställa kejsaren som en hårt arbetande samhällsbyggare. Golvuret i bakgrunden visar att klockan är 4.13 på morgonen. På skrivbordet ligger ett utkast till Code Napoléon, den stora lagsamling som bland annat fastslog att alla var lika inför lagen. 
David målade tavlan efter en beställning av den skotska adelsmannen Alexander Douglas-Hamilton för att ställas ut i hans Hamilton Palace. Den såldes till Archibald Primrose, earl av Rosebery 1882 och till Samuel H. Kress Foundation 1954. Tavlan deponerades därefter på och senare donerades till National Gallery of Art.